# 옥구 장씨
예산 장씨(禮山 張氏)는 전북특별자치도 군산시 옥구읍을 본관으로 하는 한국의 성씨이다. 시조 장익(張익)은 안동 장씨의 시조인 장정필의 후손으로 고려에서 평장사 등을 지내며 옥성군에 봉해졌다.

## 참고 자료
- “옥구장씨(沃溝張氏)”. 뿌리를 찾아서.[깨진 링크(과거 내용 찾기)]